# (91898) Margnetti
(91898) Margnetti est un astéroïde de la ceinture principale.

## Description
(91898) Margnetti est un astéroïde de la ceinture principale. Il fut découvert le 8 novembre 1999 à Gnosca par Stefano Sposetti. Il présente une orbite caractérisée par un demi-grand axe de 2,97 UA, une excentricité de 0,12 et une inclinaison de 4,6° par rapport à l'écliptique.

## Compléments